# Муратлъ (околия)
Околия Муратлъ (на турски: Muratlı ilçesi) е околия, разположена във вилает Родосто, Турция. Общата ѝ площ е 398,2 км2. Според оценки на Статистическия институт на Турция през 2022 г. населението на околията е 30 067 души. Административен център е град Муратлъ.